# Agapanthia villosoviridescens
Agapanthia villosoviridescens је врста бубе из фамилије Cerambycidae и може се наћи у Европи, Кавказу, Казахстану, Блиском истоку, Русији и Турској.

## Опис
Ова врста је добила име по златно црној боји свог оклопа. Достижу дужину од 10 до 22 mm.

## Станиште
Биљке домаћини за ову врсту су: Aconitum, Angelica, Anthriscus, Artemisia, Aster, Carduus, Cirsium, Chaerophyllum, Eupatorium, Foeniculum, Gentiana, Helleborus, Heracleum, Peucedanum, Salvia, Senecio, Urtica and Veratrum album.